# Gregg Henry
Gregg Lee Henry (Lakewood, 6 maggio 1952) è un attore e musicista statunitense.

## Biografia
È attivo soprattutto in televisione con numerose partecipazioni a telefilm e film per la tv. Per il cinema ha lavorato per registi come Brian De Palma (come in Omicidio a luci rosse del 1984), ottenendo, però, sempre parti da comprimario.
È sposato con la regista teatrale Lisa James e vive a Los Angeles.

## Filmografia parziale

### Cinema
- Arizona campo 4 (Mean Dog Blues), regia di Mel Stuart (1978)
- Just Before Dawn, regia di Jeff Lieberman (1981)
- Funny Money, regia di James Kenelm Clarke (1983)
- Scarface, regia di Brian De Palma (1983)
- Omicidio a luci rosse (Body Double), regia di Brian De Palma (1984)
- Una vita spezzata (The Last of Philip Banter), regia di Hervé Hacuel (1986)
- Mamba (Fair Game), regia di Mario Orfini (1988)
- Vittime di guerra (Casualties of War), regia di Brian De Palma (1989)
- Doppia personalità (Raising Cain), regia di Brian De Palma (1992)
- Legame di sangue (Bodily Harm), regia di James Lemmo (1995)
- Star Trek - L'insurrezione (Star Trek: Insurrection), regia di Jonathan Frakes (1998)
- Payback - La rivincita di Porter (Payback), regia di Brian Helgeland (1999)
- Sleep Easy, Hutch Rimes, regia di Matthew Irmas (2000)
- Layover - Torbide ossessioni (Layover), regia di Alan McElroy (2001)
- Southlander (Southlander: Diary of a Desperate Musician), regia di Steve Hanft (2001)
- Ballistic (Ballistic: Ecks vs. Sever), regia di Kaos (2002)
- Femme fatale, regia di Brian De Palma (2002)
- Purgatory Flats, regia di Harris Done (2003)
- Sin - Peccato mortale (Sin), regia di Michael Stevens (2003)
- Black Dahlia, regia di Brian De Palma (2006)
- Slither, regia di James Gunn (2006)
- United 93, regia di Paul Greengrass (2006)
- Super - Attento crimine!!! (Super), regia di James Gunn (2010)
- Isolation, regia di Stephen Kay (2011)
- The Reunion, regia di Michael Pavone (2011)
- Any Day Now, regia di Travis Fine (2012)
- Unfair and Imbalanced, regia di Mike Gut (2012)
- Guardiani della Galassia (Guardians of the Galaxy), regia di James Gunn (2014)
- Jason Bourne, regia di Paul Greengrass (2016)
- The Belko Experiment, regia di Greg McLean (2016)
- Guardiani della Galassia Vol. 2 (Guardians of the Galaxy Vol. 2), regia di James Gunn (2017)
- Office Uprising, regia di Lin Oeding (2018)
- Stand!, regia di Robert Adetuyi (2019)
- Guardiani della Galassia Vol. 3 (Guardians of the Galaxy Vol. 3), regia di James Gunn (2023)

### Televisione

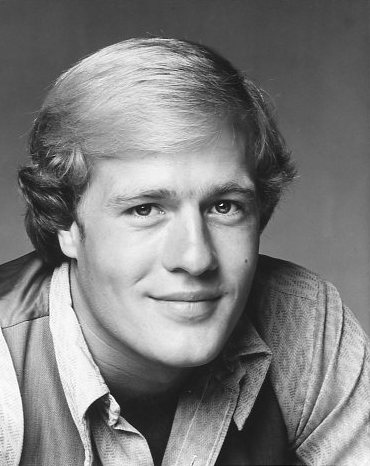
Gregg Henry nel 1976

- Il ricco e il povero (Rich Man, Poor Man Book II) – serie TV, 11 episodi (1976-1977)
- Hot Rod, regia di George Armitage – film TV (1979)
- Il grigio e il blu (The Blue and the Gray) – miniserie TV (1982)
- La signora in giallo (Murder, She Wrote) – serie TV, 7 episodi (1985-1996)
- Il motel della paura (Bates Motel), regia di Tom Fuller – film TV (1987)
- Matlock – serie TV, 4 episodi (1987-1995)
- Avvocati a Los Angeles (L.A. Law) – serie TV, 3 episodi (1988-1994)
- Fever - Ultimo desiderio: uccidi! (Fever), regia di Larry Elikann – film TV (1991)
- Nightmare - Come in un incubo (Don't Touch My Daughter), regia di John Pasquin – film TV (1991)
- Ragionevoli dubbi (Reasonable Doubts) – serie TV, 5 episodi (1992-1993)
- In compagnia dell'assassino (Kiss of a Killer), regia di Larry Eilkann – film TV (1993)
- L'ispettore Tibbs (In the Heat of the Night) – serie TV, 2 episodi (1993)
- Walker Texas Ranger (Walker Texas Ranger) – serie TV, episodio 2x24 (1994)
- Chicago Hope – serie TV, 2 episodi (1996)
- Fase terminale (Terminal), regia di Larry Elikann – film TV (1996)
- Senza fuga - Allarme tsunami (Tidal Wave: No Escape), regia di George Trumbull Miller – film TV (1997)
- In tribunale con Lynn (Family Law) – serie TV, 7 episodi (1999-2001)
- F.B.I. Protezione famiglia (Cover Me: Based on the True Life of an FBI Family) – serie TV, 1 episodio (2000)
- Boston Public – serie TV, 2 episodi (2001-2002)
- CSI - Scena del crimine (CSI: Crime Scene Investigation) – serie TV, episodio 1x23 (2001)
- Firefly – serie TV, episodio 1x03 (2002)
- 24 – serie TV, 4 episodi (2003)
- The Lyon's Den – serie TV, 2 episodi (2003)
- Windfall - Pioggia infernale (Windfall), regia di Gerry Lively – film TV (2003)
- The Handler – serie TV, 1 episodio (2004)
- Eyes – serie TV, 7 episodi (2005-2007)
- Il profumo dell'inganno (Heartless), regia di Robert Markowitz – film TV (2005)
- The Hunt for the BTK Killer, regia di Stephen Kay – film TV (2005)
- Una mamma per amica (Gilmore Girls) – serie TV, 9 episodi (2005-2007)
- CSI: Miami – serie TV, 2 episodi (2006-2010)
- The Riches – serie TV, 20 episodi (2007-2008)
- E.R. - Medici in prima linea – serie TV, episodio 15x06 (2008)
- The Mentalist – serie TV, episodio 1x06 (2008)
- Castle – serie TV, episodio 2x08 (2009)
- Glee – serie TV, episodio 1x10 (2009)
- Numb3rs – serie TV, episodio 6x02 (2009)
- Hung - Ragazzo squillo (Hung) – serie TV, 25 episodi (2009-2011)
- Grey's Anatomy – serie TV, episodio 6x15 (2010)
- La strana coppia (The Good Guys) – serie TV, 1 episodio (2010)
- Medium – serie TV, stagione 7, episodio 7x05 (2010)
- Three Rivers – serie TV, episodio 1x12 (2010)
- Burn Notice - Duro a morire (Burn Notice) – serie TV, episodio 5x17 (2011)
- Chaos – serie TV, episodio 1x10
- Harry's Law – serie TV, episodio 1x11 (2011)
- Mr. Sunshine – serie TV, episodio 1x11 (2011)
- I signori della fuga (Breakout Kings) – serie TV, 2 episodi (2011-2012)
- Leverage - Consulenze illegali (Leverage) – serie TV, episodio 5x14
- NCIS: Los Angeles – serie TV, 2 episodi (2012)
- White Collar – serie TV, 2 episodi (2012)
- A passo di danza (Bunheads) – serie TV, 22 episodi (2012-2013)
- Scandal – serie TV, 16 episodi (2012-2014)
- The Killing – serie TV, 16 episodi (2013-2014)
- Hell on Wheels – serie TV, 7 episodi (2014-2016)
- Il caso di Lizzie Borden (Lizzie Borden Took an Ax), regia di Nick Gomez – film TV (2014)
- The Following – serie TV, 9 episodi (2014-2015)
- CSI: Cyber – serie TV, 3 episodi (2015)
- Una mamma per amica: Di nuovo insieme (Gilmore Girls: A Year in the Life) – serie TV, episodio 8x02 (2016)
- Chicago Med – serie TV, 8 episodi (2016)
- Those Who Can't – serie TV, episodio 2x21 (2016)
- Supergirl – serie TV, episodio 2x19 (2017)
- Black Lightning – serie TV, 7 episodi (2018)
- The Rookie – serie TV, episodio 1x18 (2019)
- Hit & Run – serie TV, 9 episodi (2021)

## Discografia
- Gregg Lee Henry II (2003)
- Gregg Lee Henry (2004)
- You the One (2004)

## Doppiatori italiani
Nelle versioni in italiano delle opere in cui ha recitato, Gregg Henry è stato doppiato da:
- Antonio Sanna in In tribunale con Lynn, West Wing - Tutti gli uomini del Presidente, United 93, Castle, The Following, Law & Order: Organized Crime
- Luca Ward in Payback - La rivincita di Porter, The Riches, Chicago Med, Breakout Kings, A passo di danza, NCIS: Los Angeles
- Massimo Lodolo in Fever - Ultimo desiderio: uccidi!, Legame di sangue, Ballistic, Windfall - Pioggia infernale
- Saverio Indrio in Dark Blue, Glee, Super - Attento crimine!!!
- Giorgio Locuratolo in La signora in giallo (ep. 3x01-3x02), Star Trek: Enterprise
- Roberto Pedicini in Mamba, Jarod il camaleonte
- Alessandro Rossi ne Il motel della paura, Jason Bourne
- Gino La Monica in Slither, The Belko Experiment
- Oreste Rizzini in Omicidio a luci rosse
- Claudio Capone in Moonlighting
- Luciano Roffi in La signora in giallo (ep. 1x11)
- Gianni Giuliano in La signora in giallo (ep. 9x17)
- Luciano Marchitiello in La signora in giallo (ep. 11x08, 12x23)
- Massimo Rinaldi in Doppia personalità
- Fabrizio Temperini in Soluzione mortale
- Angelo Nicotra in Star Trek - L'insurrezione
- Roberto Chevalier in CSI - Scena del crimine
- Eugenio Marinelli in Boston Public
- Ennio Coltorti in Femme fatale
- Massimiliano Virgilii in Sin
- Rodolfo Bianchi in 24
- Enzo Avolio in Una mamma per amica
- Sandro Iovino in Black Dahlia
- Davide Marzi in CSI: Miami (ep. 5x05)
- Mauro Gravina in CSI: Miami (ep. 9x09)
- Luciano De Ambrosis in The Mentalist
- Ambrogio Colombo in Hung - Ragazzo squillo
- Stefano Mondini in Medium
- Mario Cordova in Grey's Anatomy
- Massimo Milazzo in Burn Notice - Duro a morire
- Angelo Maggi in Leverage - Consulenze illegali
- Sergio Lucchetti in White Collar
- Fabrizio Russotto in Any Day Now
- Cesare Rasini in Scandal
- Oliviero Dinelli in The Killing
- Stefano Oppedisano in Guardiani della Galassia
- Edoardo Nordio in Supergirl
- Francesco Prando in Black Lightning
- Donato Sbodio in The Rookie
- Roberto Stocchi in Hit & Run
- Mauro Magliozzi in Guardiani della Galassia Vol. 3